# Nationaal Park Neusiedler See-Seewinkel
Nationaal Park Neusiedler See-Seewinkel (Duits: Nationalpark Neusiedler See-Seewinkel) is een Oostenrijks nationaal park dat op 12 november 1992 werd opgericht in de deelstaat Burgenland, op de grens met Hongarije (European Green Belt). Het nationaal park gaat over de Hongaarse grens verder als Nationaal Park Fertő-Hanság (Hongaars: Fertő-Hanság Nemzeti Park). Beide gebieden vallen sinds 13 december 2001 onder de bilaterale UNESCO-werelderfgoedinschrijving «Cultuurlandschap Fertő – Neusiedler See».
Nationaal Park Neusiedler See-Seewinkel heeft een oppervlakte van 96,73 km² en ligt op de oostelijke en zuidelijke oever van het Neusiedler Meer. Het omvat laagveengebied rond het meer. Het park is een belangrijke stopplaats voor trekvogels tussen Noord-Europa en Afrika.